# 可可碱
可可碱（英語：Theobromine），亦稱可可，是一个甲基黄嘌呤类生物碱，存在于可可树和巧克力中。同属这一类的还有茶碱和咖啡因。可可鹼的英文名稱為theobromine，字面涵義為「神的食物」，其英文名稱theobromine雖有bromine拼字，卻不含溴元素，係因兩者同樣源於希臘文卻是不同辭彙：前者希臘字根為theo（意即「神」）+broma（意即「食物」），後者的brom- 則是另一希臘字bromos（意即「強臭味」），差別在此。

## 性质

可可碱是咖啡因在体内的代谢产物之一

可可碱是苦味的无色或白色晶体，可溶于水，比其同系物咖啡因疗效低。它是茶碱和副黄嘌呤的同分异构体，属于二甲基黄嘌呤类。

## 历史
1878年首先从可可树种子中提取出可可碱，不久之后赫尔曼·埃米尔·费歇尔完成了可可碱的合成。

## 毒性
可可鹼對人類毒性較小、但對多種動物的神經系統有不良影響，例如對貓狗來說可可鹼（巧克力）、茶鹼（茶飲、茶料理）、咖啡因（咖啡）和酒精都具強烈毒性。

## 延伸閱讀
- Bender, David A.; Arnold E. Bender. . Oxford: Oxford University Press. 1995. ISBN 0-19-860961-2.